# Radó Kövesligethy
Radó Kövesligethy, född 1 september 1862 i Verona, död 11 oktober 1934 i Budapest, var en ungersk astronom och geofysiker.
Kövesligethy studerade i Wien astronomi och matematik, var 1883-87 observator vid det astrofysikaliska observatoriet i Ógyalla i dåvarande norra Ungern (numera Slovakien), 1887 assistent vid det meteorologiska institutet i Budapest, 1888-93 assistent vid universitetets fysikaliska institut i Budapest, blev 1890 privatdocent och 1893 professor i kosmografi vid universitetet där, från 1897 tillika i astronomi. Åren 1899-1902 var han vicedirektor för det ungerska statsobservatoriet i Ógyalla. Han blev 1906 direktor för det seismologiska observatoriet i Budapest och 1910 direktor för universitetets kosmografiska institut.
Kövesligethys tidigare skrifter behandlar huvudsakligen spektralanalysen. Av dessa, vilka ursprungligen publicerades på ungerska, kan nämnas Grundzüge einer theoretischen Spektralanalyse (1890) Handbuch der matematischen und astronomischen Geographie (1899) och Über die beiden Parametergleichungen der Spektralanalyse (1899). Under senare år ägnade han sig främst åt seismologi och publicerade åtskilliga arbeten inom detta ämne, främst i ungerska tidskrifter. Från 1901 redigerade han den astronomiska delen av den av ungerska vetenskapsakademien utgivna almanackan.
Kövesligethys spektralekvation (om energifördelningen hos en svart kropp) formulerades 1885, 15 år före Plancks. Den säger bland annat att; Våglängden hos intensitets-maximum är omvänt proportionellt mot temperaturen (åtta år före W. Wien).
Kövesligethy formulerade också en ekvation om energifördelningen vid en jordbävning.